# Мирчета Ђуровић
Мирчета Ђуровић (Даниловград, 5. август 1924 — Подгорица, 2011) био је црногорски академик, економиста, историчар, редовни члан Црногорске академије наука и умјетности, уредник више периодичних публикација, друштвени радник и носилац развојник пројеката. Добитник је више награда и признања.

## Живот и каријера
Рођен је 5. август 1924, у Даниловграду у Црној Гори. Школовао се у Даниловграду, Подгорици и на Цетињу. Специјализацију је стекао на Институту друштвених наука у Београду, гдe je и докторирао 1956. године на Економском факултету Универзитета у Београду.
Каријеру је почео радом у Научном друштву и Историјском институту Црне Горе између 1951. и 1960. године. Потом је радио као ванредни професор Економског факултета у Титограду од 1960. године, а потом и као редовни професор од 1971. године. На овом факултету био је први декан факултета од 1960. до 1964. године.
Академске школске 1970/71. године боравио је на усавршавању у Сједињеним Америчким Државама.
Дужност ректора Универзитета Вељко Влаховић обављао је од 1974. до 1978. године.
Дописни члан Друштва за науку и умјетност Црне Горе постао је 1973. а редовни члан Црногорске академије наука и умјетности (ЦАНУ) 1981. године. Исте године изабран је за секретара Одјељења друштвених наука ЦАНУ, а од 1985. до 1989. налазио се на дужности председника ЦАНУ.
Од осталих друштвено-политичких дужности обављао је:
- Дужност потпредсједник Председништва Заједнице Универзитета Југославије.
- Члана Савета академија наука и уметности Југославије и председник Комисије за међународну сарадњу (1981—1985).
- Народнoг посланика у Скупштини СР Црне Горе (1967—1971)
- Члана Централног комитета Савеза комуниста Црне Горе (1974—1978)
- Члана Централног комитета Савеза комуниста Југославије (1979—1982).
- Дужност уредника више периодичних публикација (Историјски записи, Гласник Одељења друштвених наука ЦАНУ, Универзитет данас, Годишњак Економског факултета у Титограду).
- Уредника више зборника радова које су издавали ЦАНУ и Савез академија наука и уметности СФРЈ.
- Руководиоца пројектом Развој производних снага Црне Горе који је реализован у оквиру програма ЦАНУ.

### Признања
Мирчета Ђуровић је за свој рад добио више награда и признања, од којих су најзначајније: 
- Тринаестојулска награда
- Награда Октоих

## Научни рад
Мирчета Ђуровић у току своје богате каријере објављивао је радове из различитих области економије и економске историје. Главне теме његовог интересовања биле су из привредне историје Црне Горе, социоекономске структуре, поједини макроекономски проблеми, процеси савременог капитализма и упоредни привредни системи.
Бројни Ђуровићеви радови могу се поделити у две веће групе, прву која се односи на савремену економску проблематику и другу која се бави економском историјом Црне Горе. У првој групи најзначајнији су му радови: Политичка економија (три дела), Савремени капитализам (1978) и други.

### Публикације
Најзначајнија објављена Ђуровићева дела из економске историје су: 
- Основица и облици зеленашења у Црној Гори и развитак зеленашког капитала у другој половини XIX вијека (1953)
- Трговачки капитал у Црној Гори у другој половини XIX и почетком XX вијека (1958)
- Покушај стварања акционарских друштава у Црној Гори почетком XX вијека (1958)
- Формирање акционарских друштава у Црној Гори почетком XX вијека (1959)
- Црногорске финансије 1860—1915. (1960).